# Espartaco
Juan Antonio Ruiz Román dit « Espartaco », né le 3 octobre 1962 à Espartinas (Espagne, province de Séville), est un matador.

## Présentation
Torero phare des années 1980, il affronte des taureaux durs, avec parfois un manque d'esthétique, mais une indéniable technique qui le pousse à tirer le meilleur de chaque rencontre. Ses partisans étaient fascinés par sa régularité, son sens de la distance et son temple naturel, tandis que ses détracteurs lui reprochaient une certaine froideur et parfois un manque d'engagement (cette critique s'expliquant par le fait qu'Espartaco avait tendance à toréer fuera de cacho, à savoir en deçà de la première corne.)
Il occupe la première place de l’escalafón sans discontinuer de 1985 à 1991. En 1995, il est obligé d’interrompre sa carrière en raison d’une blessure survenue en jouant au football. Il reparaît en 1998 et se retire définitivement en 2002, ne participant plus qu’épisodiquement à des festivals.
En 2003, il reçoit la Médaille d'or du mérite des beaux-arts par le Ministère de l'Éducation, de la Culture et des Sports.

### Carrière
- Débuts en novillada sans picadors à Camas (Espagne, province de Séville) le 19 mars 1975.
- Débuts en novillada avec picadors à Ondara (Espagne, province d'Alicante) en 1978.
- Alternative: à Huelva (Espagne, province de Cadix) le 1er août 1979 ; parrain « El Cordobés », témoin Manolo Cortés ; taureaux de Don Carlos Nuñez.
- Confirmation d’alternative à Madrid le 25 mai 1982 ; parrain Paquirri, témoin Julio Robles ; taureaux de Don José Matías Bernardos.

- 1980 : 35 corridas
- 1981 : 59 corridas
- 1982 : 69 corridas (premier de l’escalafón)
- 1984 : 51 corridas
- 1985 : 91 corridas (premier de l’escalafón)
- 1986 : 88 corridas (premier de l’escalafón)
- 1987 : 100 corridas (premier de l’escalafón)
- 1988 : 82 corridas (premier de l’escalafón)
- 1989 : 87 corridas (premier de l’escalafón)
- 1990 : 107 corridas (premier de l’escalafón)
- 1991 : 80 corridas (premier de l’escalafón)
- 1994 : 61 corridas
- 1999 : 68 corridas
- 2000:  17 corridas
- 2001 : 39 corridas
- 2004 : 20 corridas
- 2005 : 11 corridas
- 2006 : 23 corridas